# Trimeresurus stejnegeri
Espèce
Synonymes
- Viridovipera stejnegeri (Schmidt, 1925)
- Trimeresurus stejnegeri kodairai Maki, 1931
- Trimeresurus stejnegeri makii Klemmer, 1963

Trimeresurus stejnegeri ou Vipère des Bambous est une espèce de serpents de la famille des Viperidae. 

## Répartition
Cette espèce se rencontre :
- dans le sud de la République populaire de Chine ;
- à Taïwan ;
- au Népal ;
- en Inde dans les États du Sikkim et d'Assam ;
- en Birmanie ;
- au Viêt Nam.
- en Thaïlande

## Description
C'est un serpent venimeux.

## Liste des sous-espèces
Selon The Reptile Database (13 décembre 2013) :
- Trimeresurus stejnegeri chenbihuii Zhao, 1995
- Trimeresurus stejnegeri stejnegeri Schmidt, 1925

## Publications originales
- Maki, 1931 : Monograph of the Snakes of Japan. Dai-ichi Shobo, Tokyo, vol. 1, no 7, p. 1-240.
- Schmidt, 1925 : New reptiles and a new salamander from China. American Museum Novitates, no 157, p. 1-5 (texte intégral).
- Zhao, 1995 : Infraspecific classification of some Chinese snakes. Sichuan Journal of Zoology, vol. 14, no 3, p. 107-112 (texte intégral).